# 核子動力潛艇

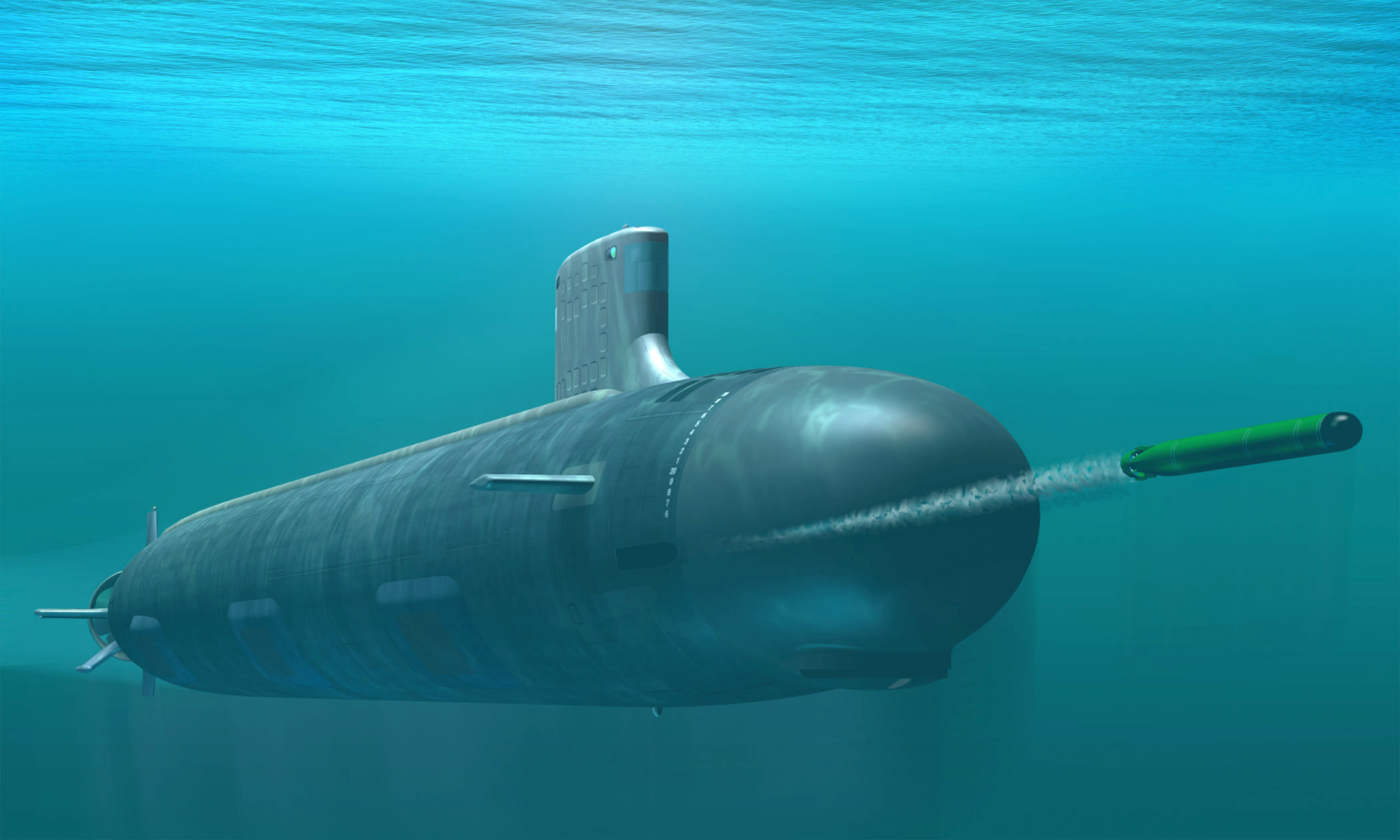
弗吉尼亞級是美國海軍最新核子動力潛艦，具有近海的反恐任務和情報監聽能力

核子動力潛艇或核动力潜艇（英語：nuclear-powered submarine），簡稱核子潛艇或核潛艇，是以核反應爐為動力來源的潛艇，但不一定會搭載核武器。由於這種潛艇的生產與操作成本，加上相關設備的體積與重量，採用這種動力來源的潛艇幾乎都是軍事用途，僅有少數核子潛艇是用於科學研究用途。

## 發展歷史

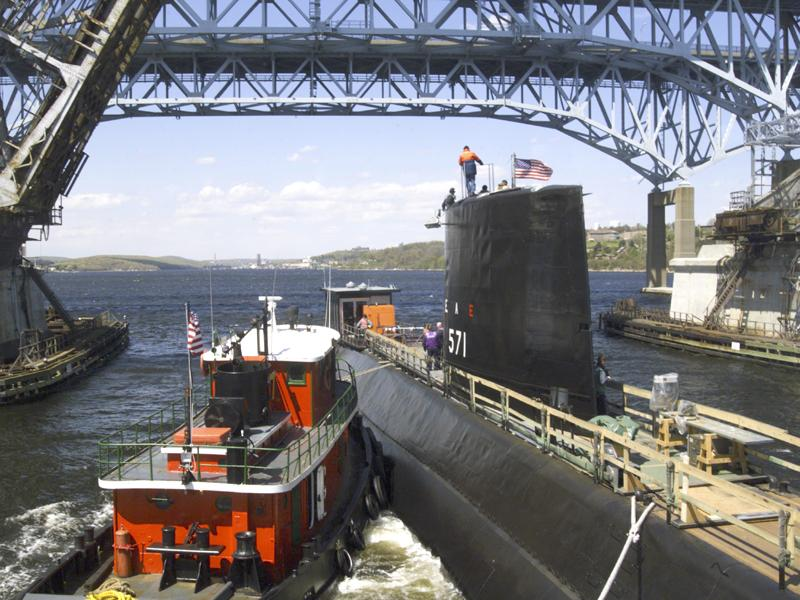
世界上第一艘核子動力潛艇，目前保存中作為博物館用途的鸚鵡螺號

潛艇在第二次世界大戰時期的使用經驗暴露出傳統柴／電混合動力潛艇的缺陷：
- 首先是水下續航時間過短。傳統潛艇在水面下由電動馬達驅動，潛航時間受到電池蓄電量的嚴重限制，必須在一段時間之後浮出水面充電，在充電的過程中非常容易遭到攻擊。德國在二戰末期引入了荷蘭研發的呼吸管，但也僅能解決部分需求。
- 其次是航速（尤其是在水下）過慢。傳統潛艇依靠電動馬達輸出的動力從水面下追隨高速航行的水面船艦幾乎不可能，即使浮出水面以柴油引擎輸出動力，也只能勉強追上航速較慢的水面船艦，而且這樣一來潛艇在海水保護下潛伏作戰的優勢也不復存在。

因此，為了擴大潛艇的戰術價值，大幅提高海面下持續操作時間，研發替代動力來源一直是潛艇研究的一個重要目標。
目前美國海軍、英國皇家海軍、法國海軍的所有潛艇均為核子動力。而第二次世界大戰結束後，由於德國、日本皆為戰敗國，同盟國禁止其生產具有侵略性的核動力潛艇，以及核動力潛艇配備的彈道飛彈與巡弋飛彈，故只能生產近海防衛用的柴電動力潛艇並使用傳統魚雷、水雷和中短程反艦飛彈。
世界上第一艘核潛艇是由美國海軍上將海曼·裡科弗積極倡議並研製和建造的。他被稱為“核動力海軍之父”，1946年，以裡科弗為首的一批科學家開始研究艦艇用原子能反應堆也就是後來潛艇上廣為使用的艦載壓水反應堆。第二年，裡科弗向美國海軍和政府建議製造核動力潛艇。1951年，美國國會終於通過了製造第一艘核潛艇的決議。鸚鵡螺號核潛艇於1952年6月開工製造，1955年1月開始試行。到1957年4月止，鸚鵡螺號在沒有補充燃料的情況下持續航行了11萬餘公里，其中大部分時間是完全在水下高速航行。1958年8月，鸚鵡螺號從冰層下穿越北冰洋冰冠，從太平洋駛進大西洋，完成了常規動力潛艇所無法想像的壯舉。此後，美國宣佈不再製造常規動力潛艇。
1952年，蘇聯也跟隨美國的腳步，展開核潛艇的研發工作。1957年，N级核潜艇下水。
1958年6月，中國正式展開核潛艇的研發工作。由於中苏交恶，蘇聯不提供技術支援，研發工作舉步維艱。09I型核潜艇最終在1974年服役。
1958年7月，英國與美國簽署《共同防御协定》。美國把核潛艇、核武器及彈道導彈技術和設備轉移給英國。英國第一代攻擊型核潛艇無畏號（S101）隨即在1959年動工，1962年完工，次年於皇家海軍正式服役。
與英國不同，法國未能取得美國的技術援助，更遭美國拒絕提供高濃縮鈾作為燃料。即使如此，法國仍然於1963年展開研發工作，改用低濃縮鈾作為燃料。可畏級彈道導彈潛艇（Redoutable Class）於1967年下水。
1987年，印度向蘇聯租借K-43潛艇，成為第六個擁有核潜艇的海軍。2019年，印度自行研發和製造的殲敵者級核潛艇下水。
2008年，巴西與法國簽署戰略伙伴協議。法國提供技術支援，協助巴西製造6000噸排水量的阿爾瓦羅·阿爾貝托級，預計2029年完工。
2021年9月，澳洲與美英兩國組成三方联盟，美國及英國提供技術支援，協助澳洲建造8艘核潛艇，為期18個月的前期研究工作隨即展開。

## 系統分類
按照不同潛艇作戰任務的不同，分為
- 攻擊型核潛艇（SSN）
- 巡弋飛彈核潛艇（SSGN）
- 彈道飛彈核潛艇（SSBN）

## 現役的核潛艇

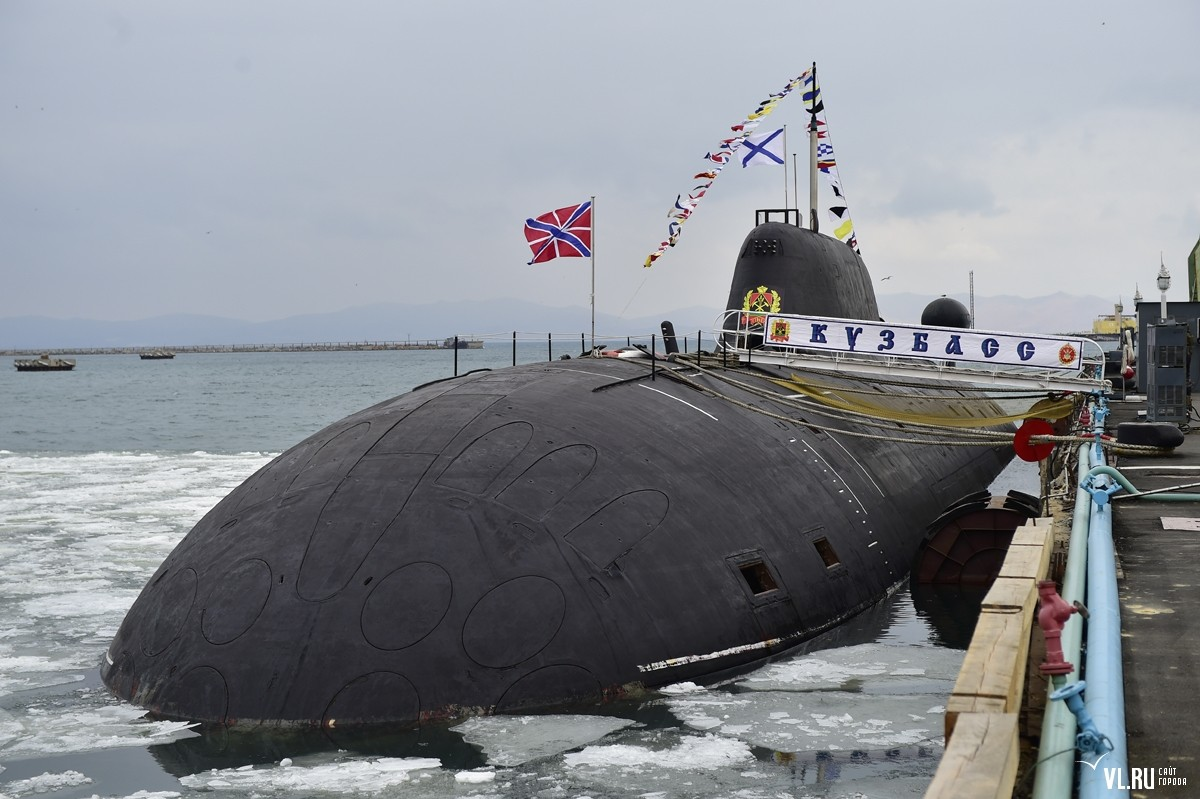
蘇聯971型核潜艇

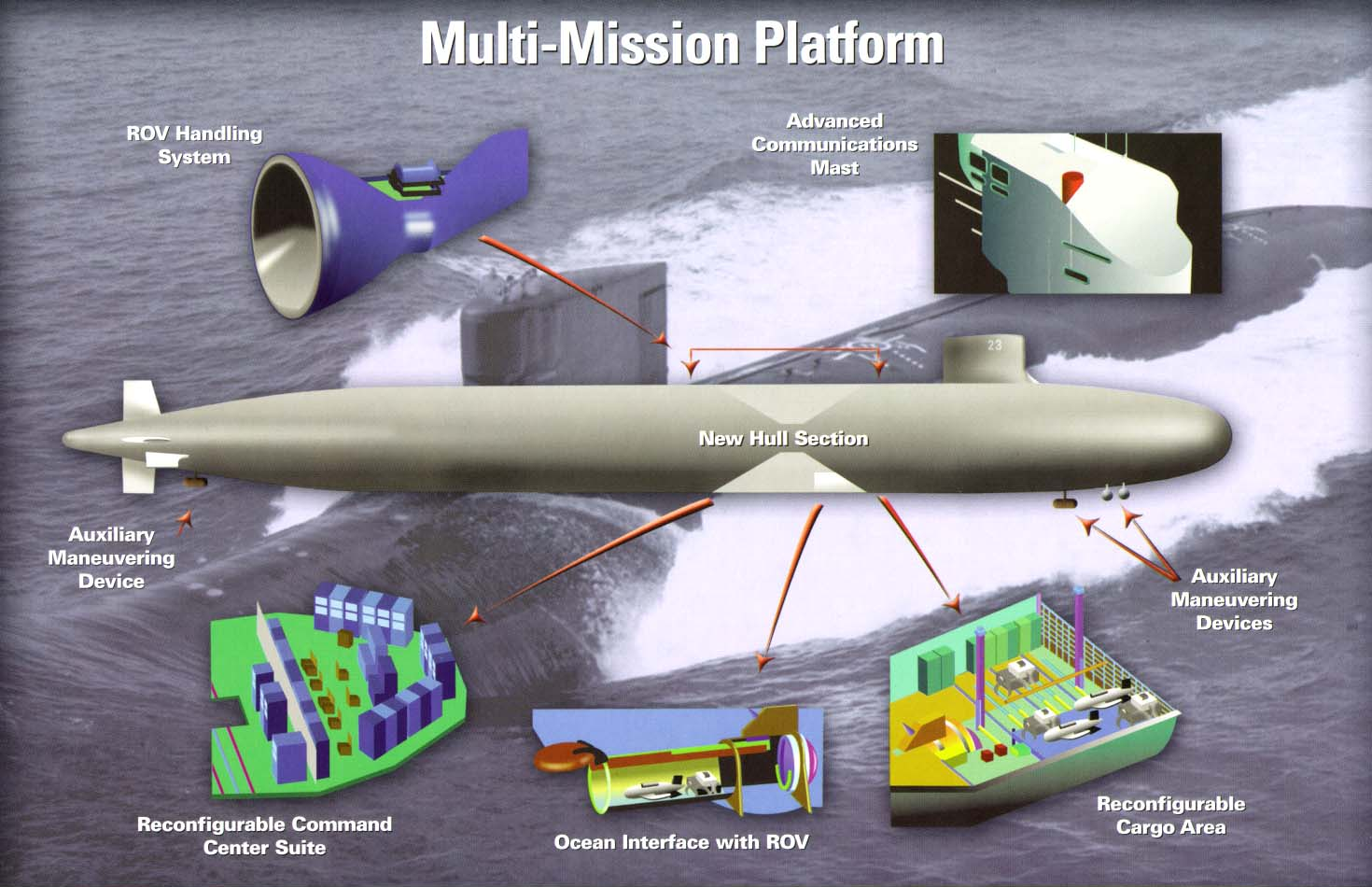
美國海狼級卡特號的增強功能

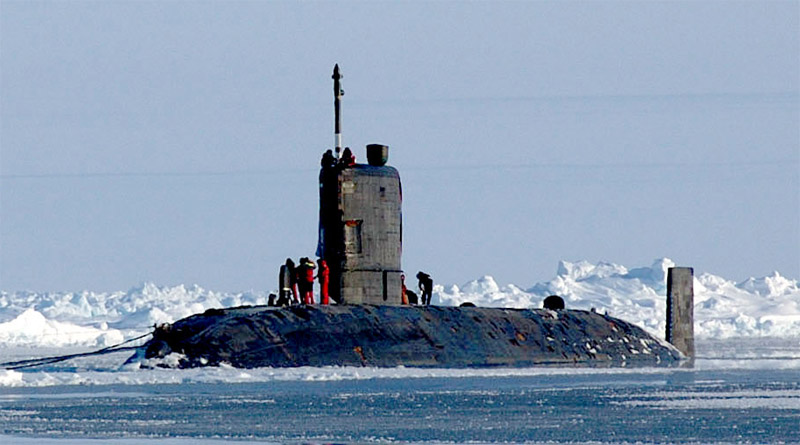
英國特拉法爾加號核潛艇

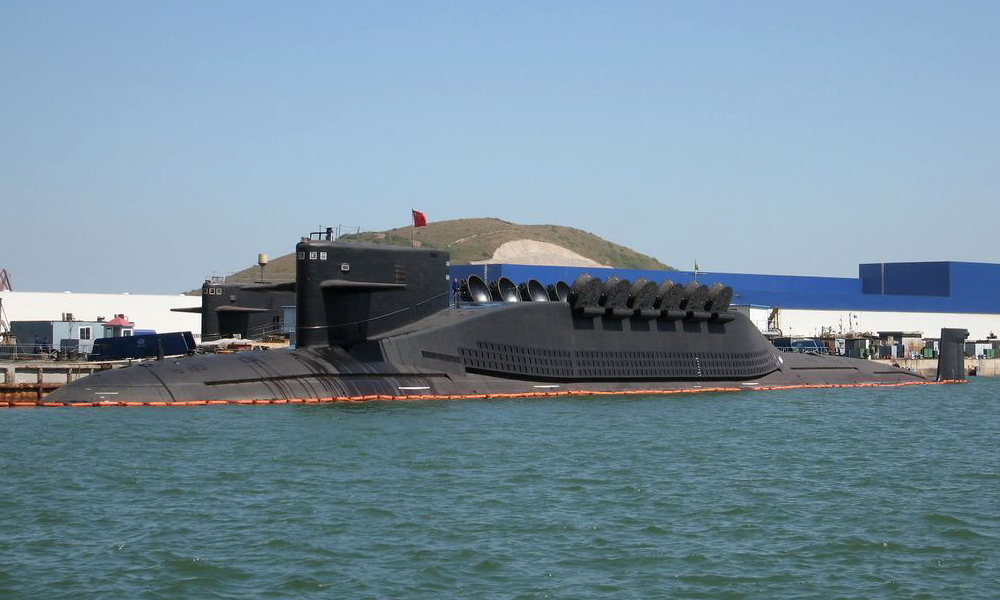
中國094型晉級核潛艇

美國海軍（共計擁有69艘核潛艇）
攻擊型核潛艇（共計51艘）
- 洛杉磯級核潛艇（Los Angeles-class）×24
- 海狼級核潛艇（Sea Wolf-class）×3
- 弗吉尼亞級核潛艇（Virginia-class）×24

巡弋飛彈核潛艇（共計4艘）
- 俄亥俄級核潛艇（改型）（Ohio-class）×4

彈道導彈核潛艇（共計14艘）
- 俄亥俄級核潛艇（Ohio-class）×14
- 哥倫比亞級核潛艇（Columbia-class）研發中

 俄羅斯海軍（共計擁有38艘核潛艇）
攻擊型核潛艇（共計17艘）
- 維克托級核潛艇（Victor-class）×2
- 塞拉級核潛艇（Sierra-class）×2
- 阿庫拉級核潛艇（Akula-class）×10
- 亞森級核潛艇（Severodvinsk-class）×3
- 哈士奇級核潛艇（Husky-class）研發中

巡弋飛彈核潛艇（共計8艘）
- 奧斯卡級核潛艇（Oscar-class）×8

彈道導彈核潛艇（共計13艘）
- 德爾塔級核潛艇（Delta-class）×7
- 北風之神級核潛艇（Dolgorukiy-class）×6

 中國人民解放軍海軍（共計擁有12艘核潛艇）
攻擊型核潛艇（共計6艘）
- 09III型核潛艇（Shang-class）×6
- 09V型核潛艇（Sui-class）研發中

彈道導彈核潛艇（共計6艘）
- 09IV型核潛艇（Jin-class）×6
- 096型核潛艇（Tang-class）研發中

 英國皇家海軍（共計擁有10艘核潛艇）
攻擊型核潛艇（共計6艘）
- 特拉法爾加級核潛艇（Trafalgar-class）×1
- 機敏級核潛艇（Astute-class）×5

彈道導彈核潛艇（共計4艘）
- 先鋒級核潛艇（Vanguard-class）×4
- 繼承者級核潛艇（Dreadnought-class）研發中

 法國海軍（共計擁有9艘核潛艇）
攻擊型核潛艇（共計5艘）
- 紅寶石級核潛艇（Rubis-class）×4
- 叙弗朗級核潛艇（Suffren-class）×1

彈道導彈核潛艇（共計4艘）
- 凱旋級核潛艇（Triomphant-class）×4
- SNLE-3G核潛艇（SNLE-3G-class）研發中

 印度海军（共計擁有2艘核潛艇）
彈道導彈核潛艇（共計2艘）
- 殲敵者級核潛艇（Arihant-class）×2

 巴西海軍
攻擊型核潛艇
- 阿爾瓦羅·阿爾貝托級核潛艇（Álvaro Alberto-class）研發中[3]

 澳大利亞皇家海軍
攻擊型核潛艇
- AUKUS （初步規劃階段）

## 退役的核潛艇

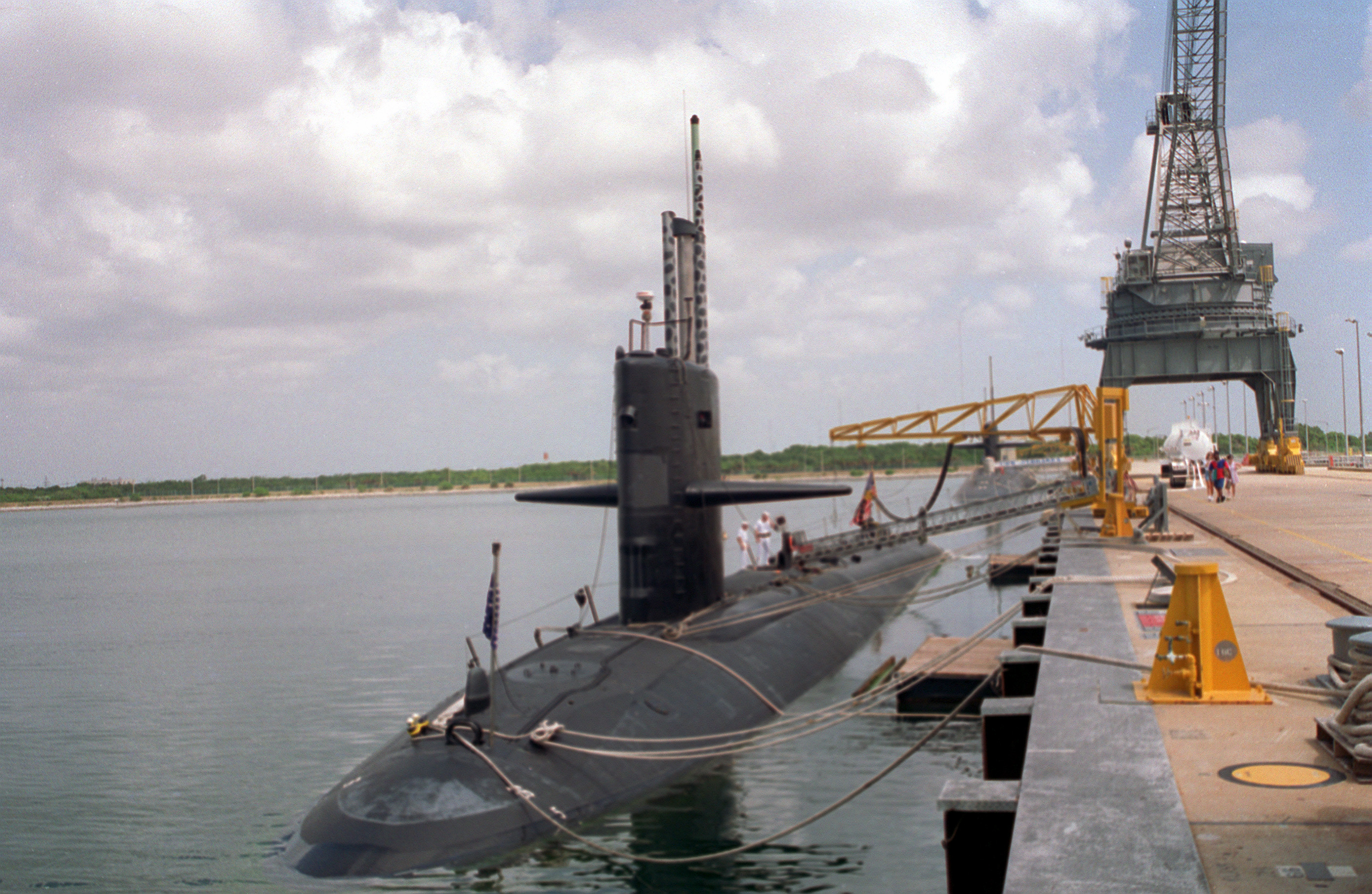
美國鲟鱼级核潜艇

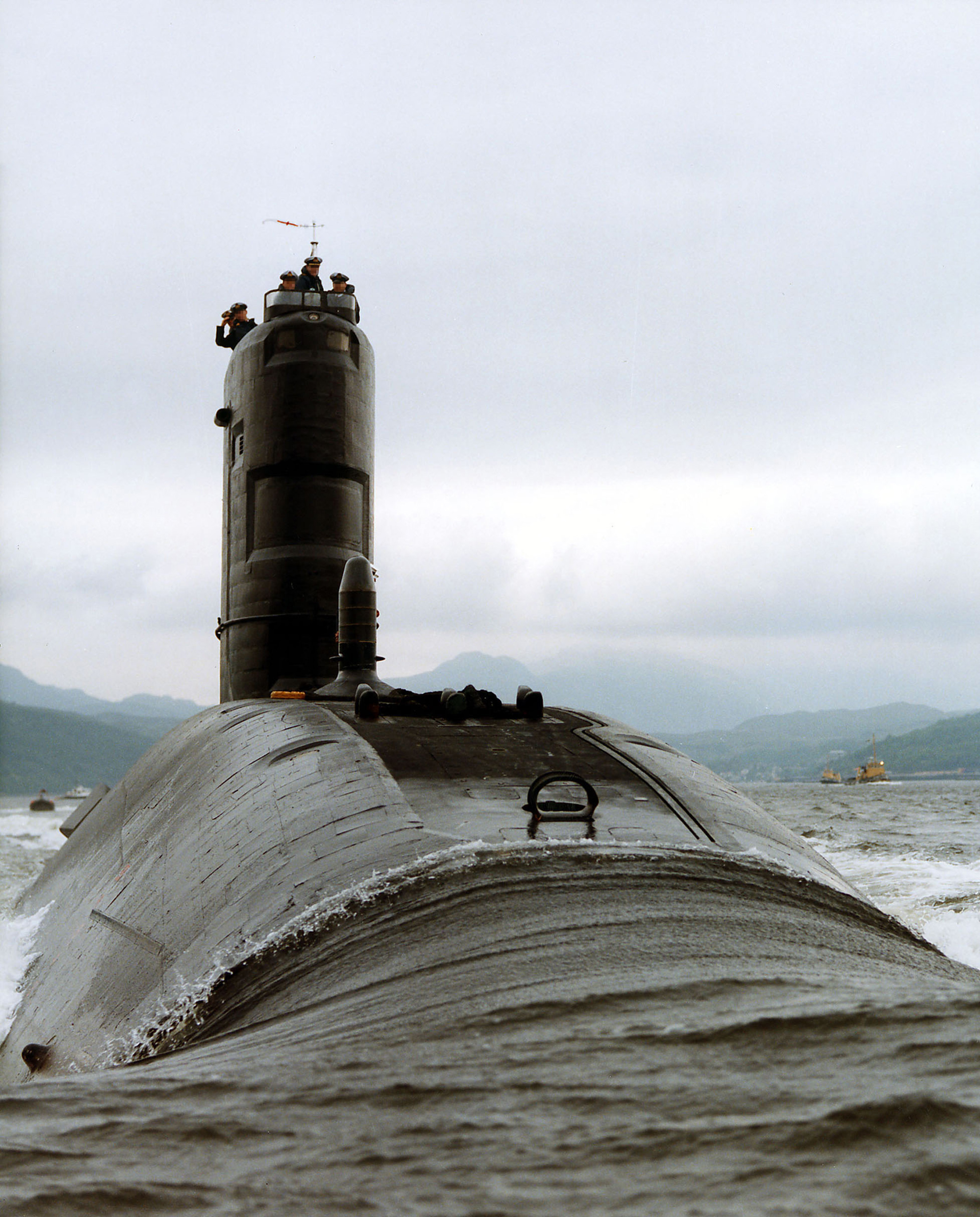
英國快速級核潛艇

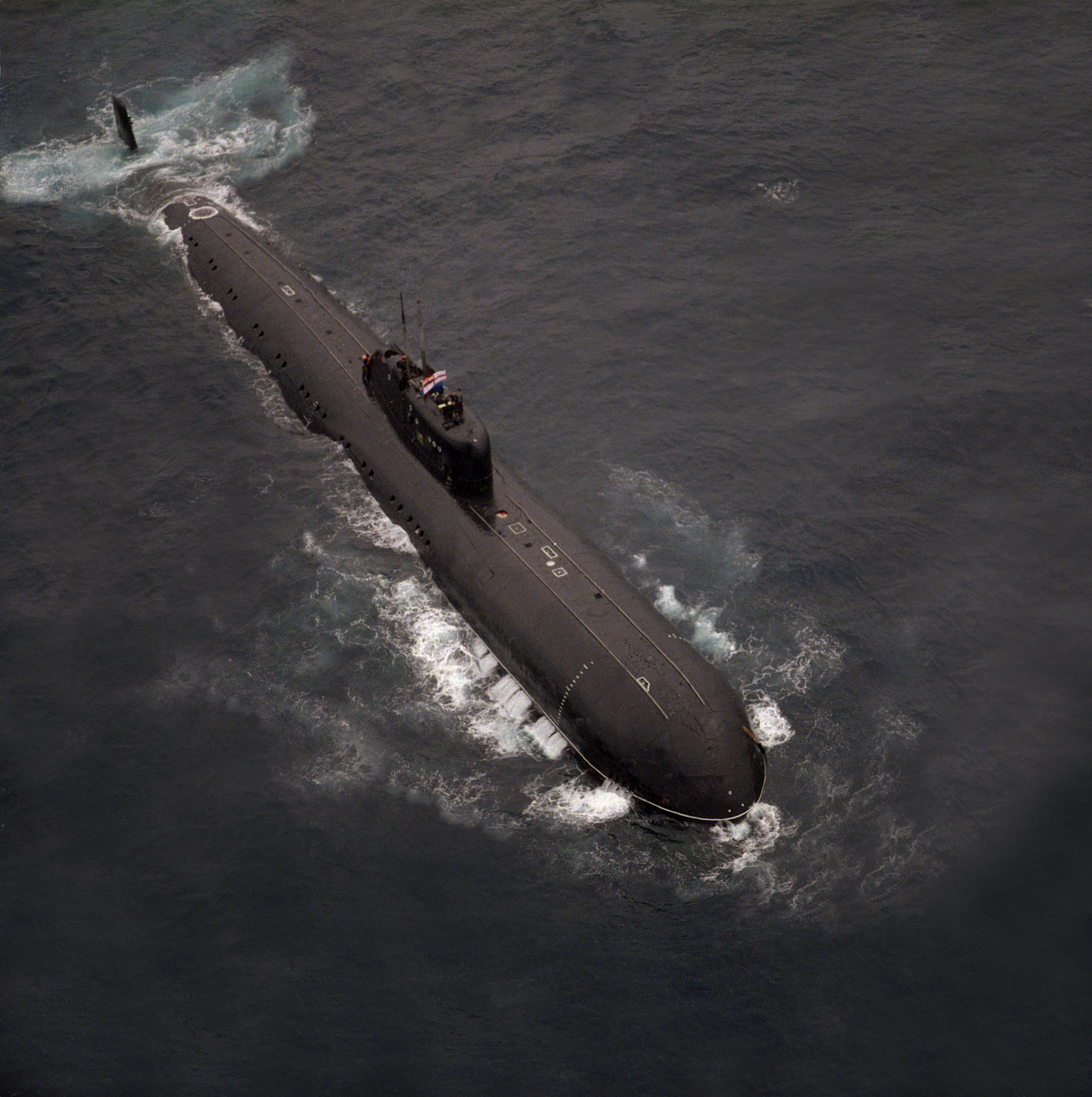
俄羅斯的670型核潜艇

美國海軍
攻擊型核潛艇
- 鸚鵡螺號核潛艇
- 海狼號核潛艇（英语：nuclear submarine）
- 鰩魚級核潛艇（英语：Skate-class submarine）（Skate-class）
- 鏗魚級核潛艇（Skipjack-class）
- 湖白鮭號核潛艇（英语：USS Tullibee (SSN-597)）
- 長尾鯊級核潛艇（Thresher/Permit-class）
- 鱘魚級核潛艇（Sturgeon-class）
- 獨角鯨號核潛艇（英语：USS Narwhal (SSN-671)）
- 格萊納德·P·利普斯科姆號核潛艇（英语：USS Glenard P. Lipscomb (SSN-685)）

巡航導彈核潛艇
- 大比目魚號核潛艇

彈道導彈核潛艇
- 喬治·華盛頓級核潛艇（George Washington Class）
- 伊桑·艾倫級核潛艇（Ethan Allen Class）
- 拉法葉級核潛艇（Lafayette Class）
- 詹姆斯·麥迪遜級（英语：James Madison-class submarine）（James Madison Class）
- 本傑明·富蘭克林級（英语：Benjamin Franklin-class submarine）（Benjamin Franklin Class）

 俄羅斯海軍
攻擊型核潛艇
- 十一月級核潛艇（November-class）
- 阿爾法級核潛艇（Alfa-class）
- 麥克級核潛艇（Mike-class）

巡航導彈核潛艇
- 回聲級核潛艇（Echo-class）
- 帕帕級核潛艇（Papa-class）
- 查理級核潛艇（Charlie-class）

彈道導彈核潛艇
- 旅館級核潛艇（Hotel-class）
- 揚基級核潛艇（Yankee-class）
- 德爾塔級核潛艇（Delta-class）

 英國皇家海軍
攻擊型核潛艇
- 無畏級核潛艇
- 勇士級核潛艇
- 快速級核潛艇

彈道導彈核潛艇
- 決心級核潛艇（Resolution-class）

 法國海軍
彈道導彈核潛艇
- 可畏級核潛艇（Redoutable-class）

 印度海军
彈道導彈核潛艇
- 阿庫拉級核潛艇（Akula-class）：2009年底由俄羅斯按計畫租借給印度，租借期為10年，已於2021年6月歸還。

攻擊型核潛艇
 中國人民解放軍海軍
攻擊型核潛艇
- 長征1號核潛艇

## 核潛艇沉沒與意外事件
歷來共發生了10次核潛艇沉沒事件，涉及9艘潛艇。其中，蘇聯海軍沉沒4艘、俄羅斯海軍3艘及美國海軍2艘。
蘇聯潛艇К-429沉沒了兩次。1983年，К-429於39米的淺水區沉沒，造成16人死亡。潛艇被打撈起來，維修後再度服役。兩年後，К-429於碼頭停泊區沉沒，再次被打撈起來並退役。
另外，蘇聯海軍的常規動力彈道導彈潛艇К–129於太平洋沉沒。美国中央情报局之後展開亚速尔计划，成功把核彈頭及部分殘骸打撈上岸，獲取了蘇聯的機密資料。

### 蘇聯／俄羅斯
- 1961年7月4日，K-19號幾乎堆芯熔化，造成8人死亡與多人受到過量輻射。[4]
- 1968年5月24日，K-27號（英语：Soviet submarine K-27）幾乎堆芯熔化，造成9人死亡，83人受傷。由於難以移除受損核反應爐，蘇聯最終決定把核潛艇鑿沉於33米的卡拉海。[5]K-27是唯一一艘由海軍自沉的核潛艇，俄羅斯及國際社會多年來一直計劃把核反應爐打撈上岸，以防海水受核污染，但未有成事。
- 1970年4月12日，蘇聯N級K-8號攻擊核潛艇，由於第VII艙和第III艙電路短路引起火災沉沒，73人獲救，其餘包括船長的艇員遇難。
- 1973年6月13日，蘇聯E級K-56號飛航導彈核潛艇，在參與位於北日本海的演習返航途中，與“貝格院士”號漁業科學調查船相撞後几乎沉沒，最终搁浅于浅滩，包括艇長在內27人遇難。
- 1985年8月10日，K-431號（英语：Soviet submarine K-431）反應堆事故，造成10人死亡，49人受到過量輻射[6]
- 1986年，K-219號（英语：Soviet submarine K-219）幾乎堆芯熔化。Sergei Preminin親手拉下控制杆並因此死亡。三天后沉沒。
- 1989年，K-278共青團員號在巴倫支海火災沉沒，引發多方對於核洩漏的擔憂。
- 2000年8月12日，俄羅斯的奧斯卡級巡弋導彈核潛艇庫爾斯克號在參加一次軍事演習時，魚雷中的過氧化氫燃料發生爆炸導致該艇沉沒，核潛艇上所載的118名海軍士兵全部死亡，所幸的是該事件沒有造成海洋核污染。
- 2019年7月1日，俄羅斯的核潛艇發生火災，造成14人遇難，其中包括7名海軍上校。[7][8]

### 美國／英國／法國
- USS長尾鯊號（SSN-593），1963年在深海裡沉沒，造成全員129人死亡，調查結論認為是銅管連接處破裂而充氣閥因結冰無法上浮。
- USS蠍子號（SSN-589），1968年5月22日沉沒。根據美國國家地理紀錄片 《titanics.nuclear.secret》，已排除蘇聯攻擊和自身魚雷爆炸的可能，結論是極有可能是潛艇自身品質缺陷導致的沉沒。
- USS格林維爾號（SSN-772）2001年2月在上浮中與日本愛媛縣宇和島水產學校的實習漁船相撞，造成四名學生、兩名教師及三名船員喪生。
- USS三藩市號（SSN-711），2005年與海底山相撞，一名成員死亡23人受傷。
- USS康涅狄格號，2021年10月2日，康涅狄格號潛艇在南海航行時和某物體碰撞後受損。大約11名水手受傷。
- 英國前衛號2009年4月與法國凱旋號核潛艇相撞。
- 法國紅寶石級攻擊核子潛艦珍珠號於2020年6月12號停靠在地中海港土倫市進行乾塢作業時前艙發生火災意外，大火猛燒14小時，當時艦上還有40名官兵受困，所幸最後皆透過魚雷發射管驚險逃生，且事發時艦上並無撘載核反應爐設備及核燃料，未造成放射性污染的嚴重災情。[9]

## 延伸閱讀
- Erickson, Andrew Erickson; Lyle Goldstein.  (PDF). Naval War College Review. Winter 2007, 60 (1): 54–79  [25 August 2009]. []
- Offley, Edward "Ed".  Hardcover. New York: Basic Books by Perseus Press. 2007. ISBN 978-0-465-05185-4.
- Polmar, Norman & Moore, J.K.  Paperback. Washington, DC: Potomac Books, Inc. 2004. ISBN 1-57488-530-8.

## 參閱
- 核反應爐
- 柴電潛艇
- 不依赖空气推进
- 潛艇

## 外部連結
- Nuclear Propulsion （页面存档备份，存于） – Federation of American Scientists
- V.M. Bukhalov – Atomic-powered submarine design （页面存档备份，存于） （页面存档备份，存于）
- Fast Attacks and Boomers: Submarines in the Cold War （页面存档备份，存于） An online exhibition from the National Museum of American History, Smithsonian Institution
- On Eternal Patrol, website listing all US submarines and submariners lost on duty （页面存档备份，存于）
- https://news.usni.org/2021/10/07/breaking-attack-submarine-uss-connecticut-suffers-underwater-in-pacific （页面存档备份，存于）

Template:Ship classes of the Indian Navy
Template:Current SSN